# Кватерніони
|   | i  | j  | k  |
| - | -- | -- | -- |
| i | −1 | k  | −j |
| j | -k | −1 | i  |
| k | j  | -i | −1 |

Кватерніо́н  — чотиривимірне гіперкомплексне число без дільників нуля. Уперше описане В. Р. Гамільтоном у 1843 році.
Кватерніони використовуються як у теоретичній, так і у прикладній математиці, зокрема для розрахунку поворотів у просторі у тривимірній графіці та машинному зорі.

## Означення

### Загальне означення
Кватерніони можна означити як суму
{\displaystyle q=a+bi+cj+dk,\,}
де {\displaystyle a,b,c,d\,}  — дійсні числа; {\displaystyle i,j,k\,}  — уявні одиниці, які справджують співвідношення: 
{\displaystyle i^{2}=j^{2}=k^{2}=ijk=-1,\!}
з яких випливають ще й такі співвідношення:
{\displaystyle {\begin{matrix}ij&=&-ji&=&k,\\jk&=&-kj&=&i,\\ki&=&-ik&=&j.\end{matrix}}}
Часто замість {\displaystyle i,j,k\,} використовують позначення для уявних одиниць відповідно {\displaystyle i_{1},i_{2},i_{3},\,} а також покладають {\displaystyle i_{0}:=1.\,}
Ще один, зрідка вживаний, варіант позначень: {\displaystyle e_{0},e_{1},e_{2},e_{3}.\,}

#### Означення через вектор і скаляр
Кватерніон представляє собою пару {\displaystyle (a,{\vec {u}})}, де {\displaystyle {\vec {u}}} — вектор тривимірного простору , а {\displaystyle a} — скаляр, тобто дійсне число.

##### Через комплексні числа
Довільний кватерніон {\displaystyle q=a+bi+cj+dk} можна представити як пару комплексних чисел у вигляді {\displaystyle q=(a+bi)+(c+di)j}. 
Це еквівалентно {\displaystyle q=z_{1}+z_{2}j}, де {\displaystyle z_{1}=a+bi},{\displaystyle z_{2}=c+di} (тобто {\displaystyle z_{1},z_{2}} — комплексні числа , оскільки {\displaystyle i^{2}=-1,k=ij}).

###### Через дійсні матриці
Кватерніони також можна визначити як матрицю такого вигляду:
{\displaystyle {\begin{pmatrix}{\begin{matrix}a&-b\\b&a\end{matrix}}&{\begin{matrix}-c&-d\\-d&c\end{matrix}}\\{\begin{matrix}c&d\\d&-c\end{matrix}}&{\begin{matrix}a&-b\\b&a\end{matrix}}\end{pmatrix}}}

###### Через комплексні матриці
Альтернативно, кватерніони можна визначити як комплексні матриці такого вигляду 
{\displaystyle {\begin{pmatrix}\alpha &\beta \\-{\bar {\beta }}&{\bar {\alpha }}\end{pmatrix}}={\begin{pmatrix}a+bi&c+di\\-c+di&a-bi\end{pmatrix}}},
де {\displaystyle {\bar {\alpha }},{\bar {\beta }}} є комплексно-спряженими числами до {\displaystyle \alpha ,\beta }.

## Пов'язані означення
- Для кватерніона {\displaystyle \,q=a+bi+cj+dk},

дійсне число {\displaystyle \ a} називають скалярною частиною кватерніона, {\displaystyle {\vec {v}}=bi+cj+dk\,}  — його векторною частиною.
Якщо {\displaystyle {\vec {v}}=0}, то кватерніон називається чисто скалярним, при {\displaystyle \,a=0} — чисто векторним.
- Кватерніон {\displaystyle {\bar {q}}=a-bi-cj-dk} називають спряженим до {\displaystyle \,q}.

- {\displaystyle {\overline {q_{1}q_{2}}}={\bar {q_{2}}}\,{\bar {q_{1}}}}

- Як і для комплексних чисел, норма кватерніона визначають як {\displaystyle |q|={\sqrt {q{\bar {q}}}}={\sqrt {a^{2}+b^{2}+c^{2}+d^{2}}}.}

- {\displaystyle q^{-1}={\frac {\bar {q}}{|q|^{2}}}}

Легко перевірити, що {\displaystyle |p\cdot q|=|p|\cdot |q|}, тобто кватерніони мають мультиплікативну норму; із цього співвідношення випливає так звана тотожність чотирьох квадратів.
Якщо {\displaystyle \,|q|=1,} то {\displaystyle \,q} називають одиничним кватерніоном.

## Алгебраїчні властивості
Виходячи з вищенаведених властивостей уявних одиниць, можна отримати такі властивості:
- додавання кватерніонів є асоціативним та комутативним,
- множення кватерніонів є асоціативним, але не є комутативним.

Із некомутативності множення випливає, що система кватерніонів не є полем. Проте вона є тілом і, таким чином, не містить дільників нуля. Тіло кватерніонів зазвичай позначається {\displaystyle \mathbb {H} }.
Сказане вище свідчить про здійсненність ділення в системі кватерніонів, але слід розрізняти ліве та праве ділення.
Чотири базисних кватерніони і чотири протилежних їм за знаком кватерніони утворюють групу кватерніонів по множенню (з порядком 8). Тобто {\displaystyle Q_{8}=\{\pm 1,\pm i,\pm j,\pm k\}}.

## Детальніше про векторне представлення
Оскільки кватерніон {\displaystyle \ \mathbf {q} =a+bi+cj+dk} можна представити у вигляді пари скаляра та 3-вимірного вектора:
{\displaystyle \ \mathbf {q} =(s,{\vec {v}}),\quad s=a,\quad {\vec {v}}=(b,c,d)}.
Виявляється, що множення кватерніонів можна записати через скалярний та векторний добутки відповідних 3-вимірних векторів:
{\displaystyle \ \mathbf {q_{1}q_{2}} =(s_{1},{\vec {v_{1}}})(s_{2},{\vec {v_{2}}})=(s_{1}s_{2}-{\vec {v_{1}}}\cdot {\vec {v_{2}}},\;\;s_{1}{\vec {v_{2}}}+s_{2}{\vec {v_{1}}}+{\vec {v_{1}}}\times {\vec {v_{2}}}).}
При такому підході чисто векторні кватерніони можна ототожнити з 3-вимірними векторами. Тоді добуток двох таких кватерніонів можна отримати, віднявши від їх векторного добутку їх скалярний добуток:
{\displaystyle \ (0,{\vec {v_{1}}})(0,{\vec {v_{2}}})=(-{\vec {v_{1}}}\cdot {\vec {v_{2}}},\;\;{\vec {v_{1}}}\times {\vec {v_{2}}}).}

## Піднесення до степеня
Рівність
{\displaystyle e^{{\vec {v}}\varphi }=\cos \varphi +{\vec {v}}\cdot \sin \varphi }
доводиться подібно до формули Ейлера зіставленням рядів Тейлора з обох боків.
Запишемо кватерніон у векторній (тригонометричній) формі
{\displaystyle q=|q|(\cos \varphi +{\vec {v}}\cdot \sin \varphi )=|q|e^{{\vec {v}}\varphi },\qquad |{\vec {v}}|=1.}
- Натуральний степінь:

{\displaystyle q^{2}=|q|^{2}(\cos ^{2}\varphi -\sin ^{2}\varphi +2{\vec {v}}\cos \varphi \sin \varphi )=|q|^{2}(\cos 2\varphi +{\vec {v}}\sin 2\varphi ).}
Використавши математичну індукцію отримаємо:
{\displaystyle q^{n}=|q|^{n}(\cos n\varphi +{\vec {v}}\sin n\varphi ),\qquad n\in \mathbb {N} .}
- Дійсний степінь:

{\displaystyle \ln(q)=\ln(|q|e^{{\vec {v}}\varphi })=\ln |q|+{\vec {v}}\varphi .}
{\displaystyle q^{a}=\left(e^{\ln(q)}\right)^{a}=\left(e^{\ln |q|+{\vec {v}}\varphi }\right)^{a}=\left(|q|e^{{\vec {v}}\varphi }\right)^{a}=|q|^{a}\,e^{{\vec {v}}\varphi \cdot a}=|q|^{a}(\cos a\varphi +{\vec {v}}\sin a\varphi ).}
Піднесення кватерніона до дійсного степеня застосовується для інтерполяції поворотів з постійною кутовою швидкістю.

## Комплексні кватерніони
Іноді означені в цій статті кватерніони називають дійсними кватерніонами, розглядаючи також комплексні кватерніони, означення яких відрізняється від наведеного лише тим, що {\displaystyle a,\,b,\,c,\,d\,} — комплексні числа. При цьому комплексна одиниця {\displaystyle i\,} не ототожнюється з кватерніонною одиницею {\displaystyle i,\,} так що їх доводиться позначати по-різному (наприклад, із використанням наведених вище альтернативних позначень або виділяючи кватерніонні одиниці жирним шрифтом).

## Історія

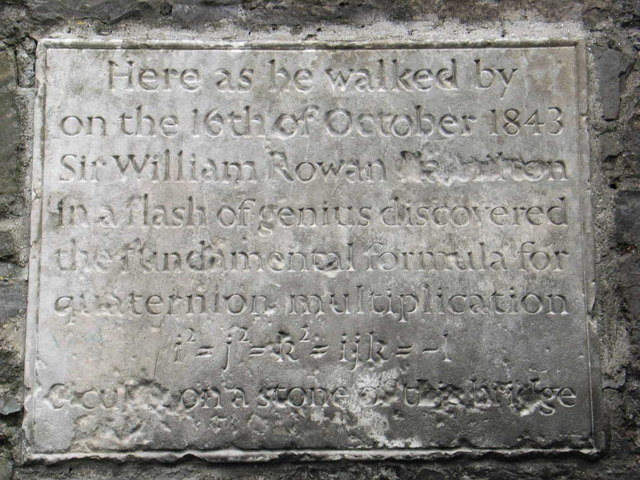
Пам'ятна табличка на мосту Брум Бридж в Дубліні: «Тут на прогулянці, 16 жовтня 1843 року, осяяний генієм, сер Вільям Ровен Гамільтон відкрив формулу множення кватерніонів» i^{2} = j^{2} = k^{2} = ijk = −1

Бурхливий і надзвичайно плідний розвиток комплексного аналізу в XIX столітті стимулював у математиків інтерес до наступної задачі: знайти новий вид чисел, аналогічний за властивостями комплексним, що містить не одну, а дві уявні одиниці. Передбачалося, що така модель буде корисна для розв'язання просторових задач математичної фізики. Проте зусилля в цьому напрямку виявилася безуспішними.
1843 року новий тип чисел виявив ірландський математик Вільям Ровен Гамільтон. Ці числа містили не дві уявні одиниці, як очікувалося, а три. Гамільтон назвав ці числа кватерніонами. Історики науки також виявили начерки по цій темі в неопублікованих рукописах Гаусса 1819—1820 років. 
Модель досить швидко принесла практичну користь. Пізніше на основі алгебри кватерніонів Ґіббс та Гевісайд створили тривимірний векторний аналіз.

## Сучасне використання
У XX столітті намагалися використовувати кватерніонні моделі у квантовій механіці й теорії відносності. Реальне застосування кватерніони знайшли в комп'ютерній графіці й програмуванні ігор, а також в обчислювальній механіці, в інерціальній навігації й теорії управління. У багатьох галузях було знайдено більш загальні й практичні засоби, ніж кватерніони. Наприклад, для дослідження рухів у просторі найчастіше застосовують матричне числення. Однак там, де важливо описувати тривимірний поворот за допомогою мінімальної кількості скалярних параметрів, застосування параметрів Родріго — Гамільтона (тобто, чотирьох компонент кватерніона повороту) часто виявляється кращим: такий опис ніколи не вироджується, тоді як опис поворотів трьома параметрами (наприклад, кутами Ейлера) завжди має критичні значення цих параметрів.